# MAN TGX
MAN TGX – seria ciężkich (dwu, trzy i czteroosiowych) pojazdów użytkowych (ciągniki siodłowe, wywrotki, śmieciarki, podnośniki, cementowozy, pojazdy gaśnicze itp.) niemieckiej firmy MAN AG (MAN Nutzfahrzeuge AG) produkowana od 2007 roku. Od 2020 roku produkowana jest druga generacja.

## Pierwsza generacja

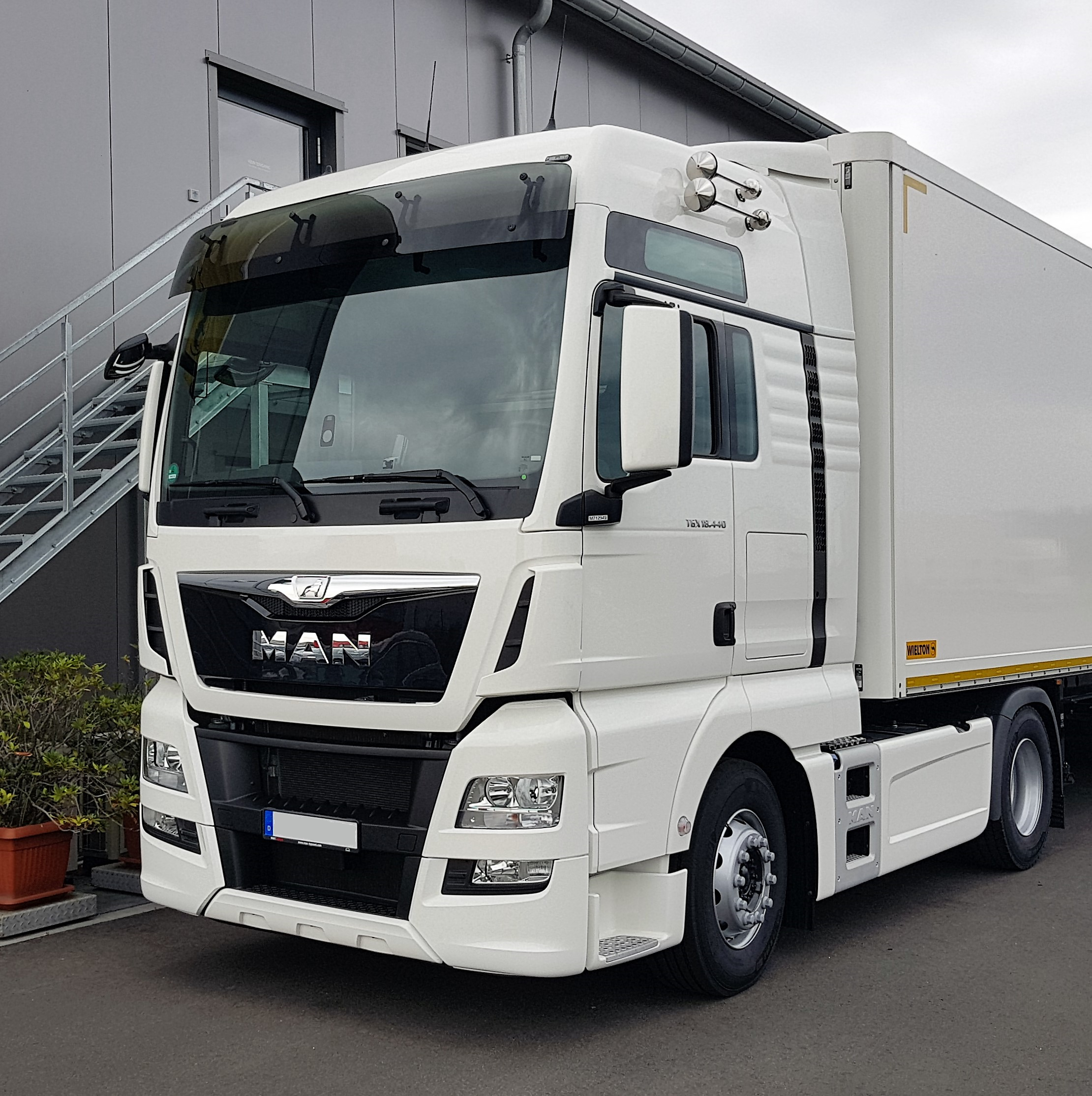
MAN TGX I po pierwszym liftingu

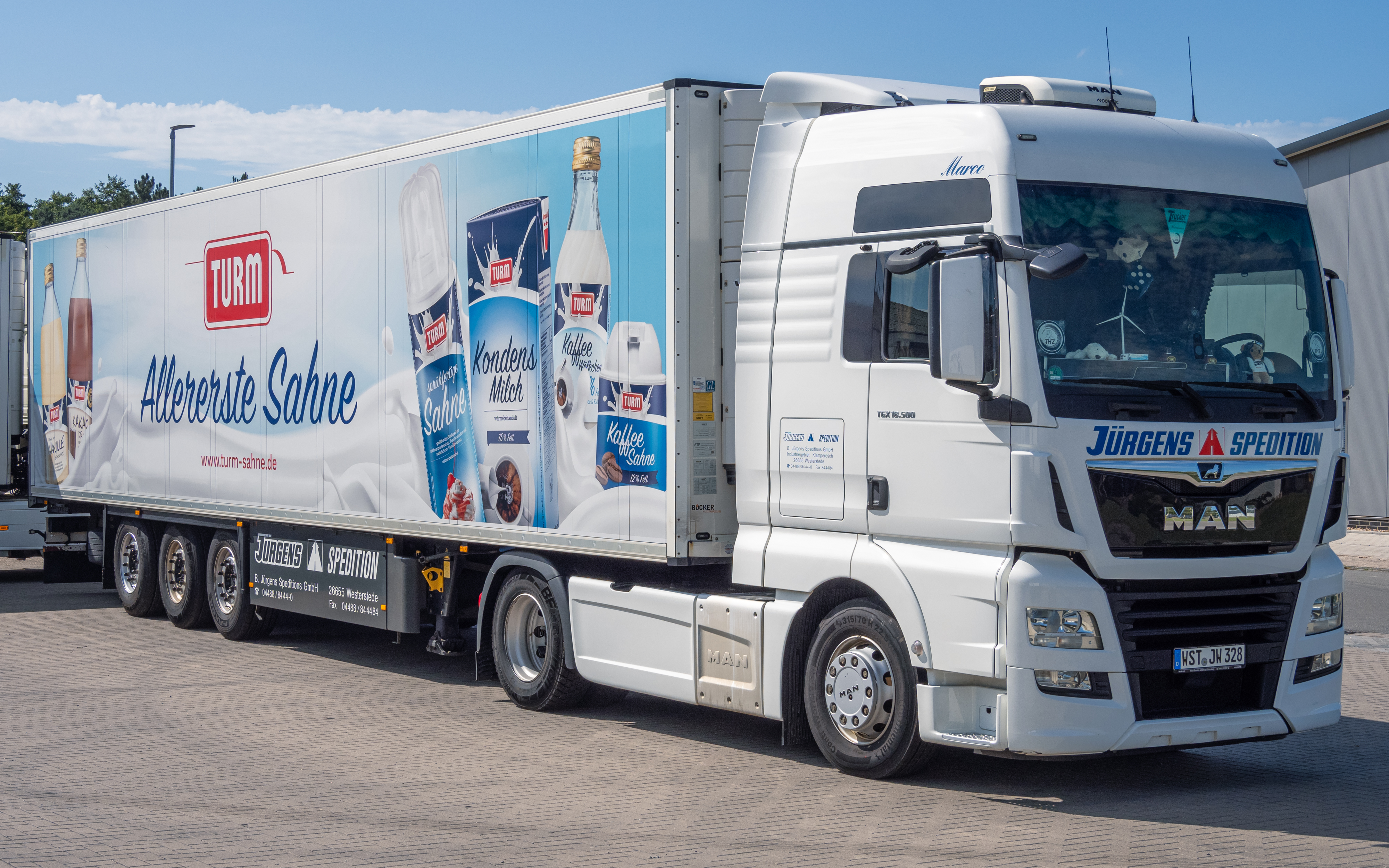
MAN TGX I po drugim liftingu

MAN TGX I został zaprezentowany po raz pierwszy w 2007 roku w Targach Motoryzacyjnych w Amsterdamie.  
MAN TGX uzyskał tytuł "Samochód Ciężarowy Roku 2008" (International Truck of the Year 2008). Wyposażony jest w jedną z trzech kabin (XL, XLX lub XXL). W porównaniu do serii TGA współczynnik oporu TGX jest o 4% niższy. 
W serii TGX oprócz silników 6-cylindrowych (od 360 do 540 KM) pojawiła się „ósemka” w kształcie litery V o mocy 680 KM. Ponadto ostatni silnik występuje w dwóch wersjach: do ciągników głównych o momencie obrotowym 2700 Nm i 3000 Nm - do transportu ciężkich ładunków w ramach pociągu drogowego o łącznej masie do 250 ton. W silnikach spełniających wymagania Euro-4 zgodność z normami uzyskuje się poprzez zastosowanie układu EGR wraz z filtrami cząstek stałych. Zgodność z normą Euro 5 zapewnia system SCR wykorzystujący odczynnik AdBlue. Skrzynie biegów ZF: 16-biegowa manualna lub 12-biegowa TipMatic. Wszystkie wyposażone są we wbudowany intarder, a na zamówienie PriTarder. Do samochodów pracujących w gospodarce komunalnej i na placach budowy można zaoferować zwykłą 6-biegową automatyczną skrzynię biegów.
W 2010 roku firma MAN wprowadziła ultra-ekonomiczną wersję TGX EfficientLine z kabiną XLX, która pozwoliła zaoszczędzić do 3 l/100 km. 

### Modernizacje
W 2012 roku ciężarówka przeszła pierwszy lifting. Otrzymała bardziej nowoczesny wygląd. Marka firmy pisana wielkimi literami została zachowana na osłonach chłodnicy zaktualizowanych ciężarówek. Połączenie nowego dynamicznego grilla z szerokimi owiewkami bocznymi pomogło stworzyć zupełnie inny wygląd samochodu, podkreślając ewolucję modeli TGX i TGS. Zmiana konstrukcji przestrzeni pod szybą ma na celu poprawę widoczności z fotela kierowcy oraz wydajności wycieraczek. Ta plastikowa listwa pod szybą jest pomalowana na czarno, aby optycznie powiększyć przednią szybę. Doprowadziło to do wizualnych zmian w proporcjach przodu ciężarówki. 
W 2016 roku w Targach Motoryzacyjnych w Hanowerze zaprezentowano pojazd po drugim liftingu. Ciężarówka otrzymała przeprojektowane i zoptymalizowane wloty powietrza, a wnętrze przeprojektowano, łącząc wyraźne, ciepłe kolory, nowe materiały i siedzenia. Kolejna jednostka napędowa MAN D26 stała się mocniejsza i wydajniejsza.

## Druga generacja
MAN TGX II został zaprezentowany w Targach Motoryzacyjnych w Bilbao 10 lutego 2020 roku. 
Nowa generacja ma zupełnie nową kabinę. Wyposażony jest w 9-litrowe silniki serii D15 o mocy 330, 360 i 400 KM. (od 1600 do 1800 Nm). 12,4 L serii D26 430, 470 i 510 KM. (odpowiednio 2200, 2400 i 2600 Nm) i 15,2 l serii D38 o mocy 540, 580 i 640 KM. Wszystkie silniki spełniają normę Euro 6d.
Rok później zadebiutowała rodzina silników Traton Global o pojemności 13,0 litrów.